# 琼瑶浆

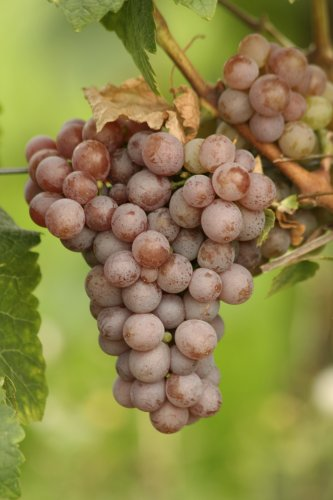
琼瑶浆葡萄

琼瑶浆（德語：Gewürztraminer，發音：[ɡəˈvʏɐtstʁaˈmiːnɐ]）是一个芳香型葡萄品种，用于酿造白葡萄酒。其原产于意大利北部南蒂罗尔的村庄泰尔梅诺（意大利语为，德语为）。其名称中的即源于该村庄之名，则为德语中“香料”之意。
琼瑶浆目前在法国、意大利、德国、美国、澳大利亚、新西兰、阿根廷、奥地利、匈牙利、保加利亚、乌克兰、中国等世界各地均有种植，尤以法国阿尔萨斯地区出产的琼瑶浆最为知名。
琼瑶浆葡萄果粒较小，果皮厚、成熟后呈粉红色，果汁含糖量较高。由其酿造的葡萄酒香气浓郁，以其独特的荔枝香气而闻名。其色泽从浅黄至深金黄色，酒体丰厚，酒精度高，酸度则较低。